# Ocongate
Ocongate es la localidad principal del distrito homónimo y se encuentra en la parte sudeste de la provincia de Quispicanchi, Departamento y Región del Cusco, Perú, teniendo las siguientes coordenadas geográficas: Lat. S 13º 37`24" y Long. W 71º 23` 07". Forma parte de la cuenca del Mapacho; la capital del distrito se ubica sobre la margen derecha del río Mapacho, a 3.533 m s.n.m.; tiene una configuración urbana lineal compacta y longitudinal a la carretera Urcos – Puerto Maldonado.

## Toponimia
Cerrón Palomino propone una hipótesis sobre el origen de esta localidad, dando una forma original *uqu-nqa tiy con el significado de 'cueva u oquedad humedecible'.
La raíz uqu- es un sufijo quechua ambivalente (es decir, puede representar un sustantivo/adjetivo o un verbo), con el significado de 'mojado/mojar'. Después identifica el sufijo quechua -nqa, que en el pasado fue un derivador deverbal y denominal con función de participio de futuro (significando 'lo que ha de pasar con X acción'), pero que hoy ha evolucionado a la forma -na y solo es un derivador deverbal. Este sufijo se utilizaría en el caso de los topónimos para referirse a un 'lugar propenso a X cosa/acción' o un 'lugar destinado a X cosa/acción', resultando en un derivado manteniendo la connotación de proclividad, comparable al sufijo -ble en español, donde si se le agrega a un verbo como amar resulta en amable 'que puede o se puede amar'. En este caso, sería uqunqa, con el significado de 'humedecible' o 'lugar que puede humedecerse'. Finalmente, el elemento tiy proviene del aimara, que Bertonio registra en su Vocabulario con el significado de 'cueva o concavidad en las peñas donde pueden dormir algunas personas'. Así, el nombre sería una palabra quechua-aimara.

## Límites
- Por el norte con el distrito de Carhuayo
- Por el sur con el distrito de Pitumarca, provincia de Canchis.
- Por el sudoeste con los distritos de Quiquijana y Cusipata.
- Por el este con el distrito de Marcapata.
- Por el oeste con el distrito de Ccatcca y Urcos

Actualmente como distrito tiene a 33 comunidades campesinas considerando los anexos: Puca Orqo (Mallma, Mahuayani, Chaupimayo, Pampacancha), Ausangate (Andamayo, Rodeana, Upis Pacchanta, Pucarumi), Tinki (Puycambamba, Checcaspampa, Marampaqui), Pinchimuro, Ccoñamuro, Colcca, Sallicancha, Huayna Ausangate, Accocunca, Palcca, Llullucha, Lawalawa (K´uchuhuasi), Jullicunca, Huacatinco, Chacachimpa, Yanama, Huecouno, Patapallpa (Patapallpa Alta, Patapallpa Baja) y Lauramarca, a 02 Municipalidades de Centros Poblados de Lauramarca y Tinki, destacando el centro poblado de Ocongate, donde se encuentran concentrados los servicios públicos como salud, educación, agricultura, PNP, Gobernatura, Juzgado de Paz e instituciones privadas. El segundo centro urbano en importancia y en proceso de consolidación es Tinke, que comprende a la mayoría de las comunidades de la parte alta del distrito. El tercer centro poblado sería Lauramarca que tiene un crecimiento solo urbanístico, compuesto por las comunidades. Un cuarto bloque son las comunidades que conforman la “margen derecha” que en realidad está en la margen izquierda del río Mapacho.
El 20 de enero de 1869 pasa a ser distrito según consta en el texto de creación del distrito de Ocongate, dado en casa de gobierno de Lima y firmado por el ciudadano José Balta Presidente Constitucional de la República del Perú.

## Características del centro poblado
Sus calles cortas y angostas cruzan transversalmente la vía principal, el 80% de las calles tienen asfalto. Cuenta con los servicios básicos de agua, desagüe y electricidad. Sin embargo, no todas las familias de la capital del distrito tienen acceso a ellos, sobre todo las que habitan en los nuevos barrios formados por la propia dinámica de crecimiento de la población; asimismo cuenta con 02 instituciones educativas de nivel primario, uno privado y el otro particular, 01 I.E. de nivel Inicial, 02 I.E. de nivel secundario, uno público y el otro particular; 02 centros de Educación Ocupacional dirigidos por ONG, 07 teléfonos públicos, 04 cabinas de Internet, 01 centro de salud, Servicio de hospedaje y restaurantes.
Como centro poblado ubicado entre dos regiones naturales, cumple una función de encuentro entre los habitantes de la parte baja (agricultores) y los pobladores de la zona alta (ganaderos), por lo que su actividad comercial es importante sobre todo la feria dominical.
La necesidad de contar con servicios básicos, pero sobre todo de electricidad, ha hecho de que el proceso de urbanización acelere en los centros poblados más importantes del distrito, tal es el caso de Lauramarca y Tinke; en la actualidad ambos son Municipalidades de Centro Poblado.

## Municipalidad del centro poblado de Lauramarca
Se ubica sobre la margen derecha del río del mismo nombre, encima de una loma. Tiene una configuración lineal alternada de viviendas y espacios agrícolas, sin ningún trazo. Como asentamiento poblacional tiene su origen en el proceso de adjudicación de tierras de la Reforma Agraria; como se mencionó antes el proceso de urbanización se ha acelerado con motivo del proyecto de electrificación que exigía la concentración de viviendas para la viabilidad del proyecto.
Los residentes de este centro poblado son agricultores pero en su mayoría criadores de ganado vacuno, ovino y camélidos. Actualmente cuenta con servicios de agua potable, electricidad, 01 teléfono público, I.E. de nivel primario y secundario, 01 infraestructura para posta de salud; pero más no cuenta con servicio de alcantarillado (desagüe).
El material predominante en estas viviendas es de adobe, piedras y barro; para el techo utilizan teja y paja casi en la misma proporción.

## Municipalidad del centro poblado de Tinke
Se ubica sobre la margen derecha de la confluencia de los ríos de Tinke y Pinchimuro, sobre una terraza aluvial. Tiene una configuración lineal irregular, longitudinal a la carretera, Urcos Puerto Maldonado. Hacia el año 1955 en este centro poblado existía una garita de control de la Guardia Civil. En 1973 se inician los primeros asentamientos como centro poblado y es a consecuencia del proceso de adjudicación de tierras de la Reforma Agraria; y en 1990 se efectúa el reparto de lotes a los comuneros de la zona alta de Ocongate.
Tinke se constituye como el punto central de la extensa zona ganadera del distrito de Ocongate, por lo que su impulso como centro poblado, corresponde a las necesidades de un sector poblacional necesitado de un espacio de intercambio y de servicios, visualizado en la existencia de una feria dominical que se realiza en la plaza y la cantidad de edificaciones comerciales que se vienen construyendo. Sin embargo en la última década es la actividad turística que empieza a dar mayor impulso al crecimiento de este centro poblado, ya que Tinke es el punto de partida y llegada de turistas que visitan la cordillera del Ausangate.
Actualmente cuenta con servicios de agua potable, electricidad, teléfono público, Instituciones Educativas de nivel Inicial, Primario y Secundario, asimismo cuenta con una posta de salud, restaurantes y hospedajes; el desagüe no beneficia a todos los pobladores del centro poblado.
El material predominante en la construcción de las viviendas es el adobe, piedras y barro, con techo de teja y material noble.

## Reseña histórica del distrito de Ocongate
El centro urbano de Ocongate es creado como reducción del Corregimiento de Ocongate durante la colonia. A nivel de la administración de la Iglesia, constituía un anexo de la doctrina de Ccatca. Asimismo, varias haciendas se desarrollaron alrededor del pueblo, cuyos propietarios eran españoles que utilizaban la mano de obra indígena en las actividades agropastoriles. La más importante fue Lauramarca, que llegó a ocupar casi la totalidad del territorio.
A mediados de la década de 1950, Ocongate se consolidó como distrito e inició un periodo de crecimiento urbano, gracias a su ubicación en la carretera troncal hacia Puerto Maldonado.
Etimológicamente el nombre de Ocongate fue transformado al castellanizarse de la siguiente manera: Ausangate que quiere decir el lugar más elevado, Ccayangate, Huaranccaty y Uccuncaty, este último que quiere decir el lugar más bajo a la cordillera del río Mapacho que al castellanizarse finalmente se llamó Ocongate.

## Historia
Cuando se levantó la rebelión de Túpac Amaru II, la esposa de este héroe, Micaela Bastidas en compañía de Tomasa Ttito Condemayta en persona visitó Ocongate levantando la misión del caudillo para arengar a la población, a los naturales y compatriotas a levantarse por la revolución a lo cual el pueblo en general respondió activamente. A consecuencia de esta participación de los naturales de Ocongate es que cuando sucedió el lamentable hecho de la decapitación de Túpac Amaru en la plaza de Huaccaypata en la ciudad del Cusco, el 18 de mayo de 1781; para escarmiento de los pobladores de esa región, los miembros inferiores de Micaela Bastidas, fueron trasladados para ser colgados en la puerta del templo de Ocongate y expuesto para que observe el pueblo. Así mismo el brazo de su hijo Diego Cristóbal, quien enseñara a sus connaturales a levantarse contra los españole.
El templo de San Pablo de Ocongate, fue creado y fundado en el año de 1531 por la corona Real de Madrid con Blasco Núñez de Vela, presentado aspectos de tipo Barroco – Churrigueresco y neoclásico en sus retablos de pan de oro, también presenta pinturas del famosos pintor Cusqueño Diego Quispe Ttito.
A inicios del siglo XX, Ocongate fue escenario de varias sublevaciones de los colonos de las haciendas que reclamaban mejores condiciones de trabajo, salario y finalmente la propiedad de la tierra que trabajaban. Los movimientos campesinos desembocaron en la Reforma Agraria dada por el general Juan Velasco Alvarado en 1968. Así, el sistema de haciendas llegó a su fin, aunque ello no significó mejores condiciones de vida para los campesinos de Ocongate.

## Regiones naturales del distrito
Javier Pulgar Vidal, reconoce la existencia de ocho regiones naturales o pisos altitudinales acordes con la tradición de manejo vertical del antiguo poblador andino; tomando en consideración además el tipo de vegetación, la fauna, el suelo su manejo presente y pasado.
La región natural planteada, no puede ser comprendida, ni mucho menos determinada a partir de la lectura de un único elemento o factor, en este caso la altitud. La región natural se expresa como una función de vida en la que intervienen elementos como altitud, exposición a los rayos solares, relieve, clima, suelo, vegetación, fauna, topografía y pendiente.
En ese sentido lo que hacemos es adaptar las regiones naturales encontradas en la provincia de Quispicanchi a la realidad del distrito de Ocongate, sobre la base de las consideraciones expuestas por los autores del Atlas Provincial de Quispicanchi y la clasificación hecha por Pulgar Vidal.
Región Ritti.- Proveniente de la palabra ritti k´ucho (rincón de nieve) o mama ritti, con la que los pobladores de las partes altas han definido la región cercana a la cadena de nevados, límite superior que alcanza su máxima expresión en el Ausangate (6,350 metros).
Puna.- Es la región llamada así por ser altiplanicie, con un gradiente bajo, y un paisaje dominado por innumerables lagunas, producto del deshielo de los nevados. La altitud va entre los 4,800 hasta los 4,200 metros, está comprendida principalmente en las comunidades alpaqueras del distrito de Ocongate y sus inmensas zonas de pastoreo.
Puna Colinosa.- Producto del levantamiento de la cordillera. Algunas zonas de Puna presenta ondulaciones e inflexiones importantes que forman hondonadas en donde se genera áreas húmedas (bofedales), a diferencia de la Puna tabular; la Puna colinosa puede descender llegando hasta los 3,800 msnm. Esta región caracteriza los espacios de la ganadería de vacunos, ovinos y los cultivos de papas nativas.
Suni.- De acuerdo a la configuración abrupta de gran parte del distrito, se presenta como un talud que se caracteriza por sus grandes caídas. El piso Suni bien definido es estrecho a menudo erosionado, y presenta un obstáculo para el hombre. La altitud oscila entre 4,100 y 3,600 msnm, es decir es la parte que corresponde inmediatamente después de la capital del distrito en ascenso altitudinal.
Piso Suni se caracteriza por combinar la actividad agrícola y ganadera; resaltando en el primer caso cultivos de habas, cebada, oca lizas, papa híbrida y nativa. Asimismo en los últimos años se han incorporado cultivo de hortalizas – caso Patapallpa Baja.
Zona de Transición.- Representa una franja delimitada entre el piso Suni y el piso Quechua, a esta zona también se le llama Laqta – Pueblo y oscila entre 3,800 y 3,400 metros de altura, cuyo microclima constituye una combinación de rasgos de los dos pisos mencionados, lo cual genera una vegetación matorral medio leñoso que suele corresponder a la región Quechua.
Quechua.- Este piso va de los 3,400 y 3,800 metros de altitud, con una vegetación ribereña de alta densidad, asociada a una agricultura con alta posibilidad de desarrollo. Este piso comprende la parte más baja del distrito de una extensión muy pequeña en el límite con el distrito de Ccarhuayo. Este piso ecológico se caracteriza por tener cultivos de maíz, hortalizas, papa, habas, cebada y trigo.

## Población
Según el último censo nacional realizado en el año 2007 por el INEI, el distrito de Ocongate cuenta con 13872 habitantes. Como se podrá apreciar entre el censo del año 1993 y del 2005 la tasa de crecimiento intercensal es de 1.70%. En lo que se refiere al porcentaje entre varones y mujeres varía en un 2 %.
Cuadro Nº 01
Ámbito Población
1993 Población
2005 Tasa de Crecimiento
Ínter censal
Ocongate 11,111 Varones % Mujeres % Total 1.70 %

## Condiciones de pobreza
En principio entendemos y vemos el nivel de pobreza desde la multidimensionalidad: es decir que pobreza no sólo significa la falta de algunos artículos necesarios para el bienestar material, sino que es la denegación de la oportunidad de vivir una vida digna (acceso a servicios básicos: agua potable, alcantarillado-desagüe, educación, salud; nutrición, manejo información, acceso a los recursos económicos).
Por ende en el distrito de Ocongate al igual que otros distritos vecinos como Ccarhuayo, Ccatcca y Marcapata los índices de pobreza y extrema pobreza son altos; es decir, por debajo de la línea de pobreza basada en el gasto. Ello significa que los ingresos de las familias no permiten cubrir la canasta básica mínima; se tiene necesidades básicas insatisfechas, existe la negación de las oportunidades humanas en el campo de la nutrición, vestido, salud, participación en la vida pública / política, no generación de mayores oportunidades de empleo y de mejores ingresos; déficit de viviendas de buena calidad; etc.
De acuerdo al informe del Programa de Naciones Unidas para el Desarrollo –PNUD, el distrito de Ocongate en el año de 2003 se ubicó en el puesto 1767 de los 1828 Municipios distritales existentes en el país y posteriormente en el 2005 ocupa 1794 de los 1831 Municipios, lo que significa el distrito de Ocongate está considerado como muy pobre, al igual que otros como Marcapata, Ccatcca, Ccarhuayo y Cusipata; y los otros distritos tienen mejor avance en la lucha contra la pobreza.
Es decir en el distrito de Ocongate se ha retrocedido en la mejora de la calidad de vida de los pobladores con respecto a los años anteriores, ubicándose entre los 40 distritos más pobres del Perú. En suma significa que se tiene alto porcentaje de analfabetismo, alto porcentaje de desnutrición infantil; carencia de servicios básicos, altos índices de presencia de enfermedades, bajos ingresos económicos, etc.
Cuadro Nº 02
Ranking de pobreza según algunos indicadores.
Año Índice de Desarrollo Humano Esperanza de Vida al nacer Alfabetismo Escolaridad (matriculación secundaria) Logro Educativo Ingreso familiar Per cápita
IDH Ranking Años Ranking % Ranking % Ranking:
 % Ranking Soles / mes ranking
2002 0.3893 1767 60.8 1762 62.5 1678 44.8 1615 50.7 1700 168.2 1565
2005 0.4580 1794 60.2 1756 70.7 1670 74.9 1579 72.1 1706 172.4 1587
Fuente: Informe PNUD 2003 y 2006.